# Nobunaga Shimazaki
Nobunaga Shimazaki (島﨑 信長 Shimazaki Nobunaga?,  Shiogama, Prefectura de Miyagi, Japón, 6 de diciembre de 1988) es un actor de voz y cantante japonés, afiliado a Aoni Production. Algunos de sus papeles más conocidos incluyen el de Haruka Nanase en Free!, Shido Itsuka en Date A Live, Shinichi Izumi en Kiseijū, Baki Hanma en Baki y en su posterior secuela Baki Hanma, Satoru Furuya en Daiya no Ace, Yuno en Black Clover, Eugeo en Sword Art Online: Alicization, Yuki Sōma en Fruits Basket y Mahito en Jujutsu Kaisen.
Ha sido condecorado junto con su colega Kazutomi Yamamoto, con el premio a "Mejor actor nuevo", durante la séptima edición de los Seiyū Awards.

## Filmografía
Los papeles principales están en negrita.
| 2009                           | Anyamaru Tantei Kiruminzuu                                                                           | Hayate Chii                                 |                  |
| 2010                           | SD Gundam Sangokuden Brave Battle Warriors                                                           | Sol Quan (Son Ken) Gundam                   |                  |
| 2010                           | Giant Killing                                                                                        | Shingo Yano                                 |                  |
| 2011                           | Battle Spirits: Heroes                                                                               | Antony Stark                                |                  |
| 2011                           | Fate/Zero                                                                                            | Assassin                                    | Ep. 3            |
| 2011                           | Nurarihyon no Mago: Sennen Makyou                                                                    | Te no Me                                    |                  |
| 2011                           | Sekai-ichi Hatsukoi                                                                                  | Editor, Huésped                             | Ep. 1, Ep. 6     |
| 2011                           | Sekai-ichi Hatsukoi 2                                                                                | Editor                                      |                  |
| 2011                           | Shakugan no Shana III Final                                                                          | Orobas                                      |                  |
| 2011                           | Sket Dance                                                                                           | Eiichi Hiraizumi                            | Eps. 33-34       |
| 2012                           | Ano Natsu de Matteru                                                                                 | Kaito Kirishima                             |                  |
| 2012                           | Kuroko no Basket                                                                                     | Ryō Sakurai                                 |                  |
| 2012                           | Tari Tari                                                                                            | Taichi Tanaka                               |                  |
| 2012                           | Suki-tte ii na yo                                                                                    | Kenji Nakanishi                             |                  |
| 2013                           | Date A Live                                                                                          | Shidō Itsuka                                |                  |
| 2013                           | Photo Kano                                                                                           | Kazuya Maeda                                |                  |
| 2013                           | Free!                                                                                                | Haruka Nanase                               |                  |
| 2013                           | Kuroko no Basket 2                                                                                   | Ryō Sakurai                                 |                  |
| 2013                           | Daiya no Ace                                                                                         | Satoru Furuya                               |                  |
| 2013                           | Golden Time                                                                                          | Tomoyasu                                    | Ep. 18           |
| 2014                           | Kenzen Robo Daimidaler                                                                               | Kōichi Madanbashi                           |                  |
| 2014                           | Pupa                                                                                                 | Utsutsu Hasegawa                            |                  |
| 2014                           | Buddy Complex                                                                                        | Tarjim Vasily                               |                  |
| 2014                           | Nobunagun                                                                                            | Mahesh Mirza/Mahatma Gandhi                 |                  |
| 2014                           | Nobunaga The Fool                                                                                    | Oda Nobukatsu                               |                  |
| 2014                           | Date A Live II                                                                                       | Shidō Itsuka                                |                  |
| 2014                           | Soredemo Sekai wa Utsukushii                                                                         | Livius I                                    |                  |
| 2014                           | Glasslip                                                                                             | Yukinari Imi                                |                  |
| 2014                           | Free! - Eternal Summer                                                                               | Haruka Nanase                               |                  |
| 2014                           | Buddy Complex Kanketsu-hen: Ano Sora Ni Kaeru Mirai de                                               | Tarjim Vasily                               |                  |
| 2014                           | Ōkami Shōjo to Kuro Ōji                                                                              | Yoshito Kimura                              |                  |
| 2014                           | Parasyte                                                                                             | Shinichi Izumi                              |                  |
| 2014                           | Ore, Twintail ni Narimasu                                                                            | Sōji Mitsuka, Crab Guildy                   |                  |
| 2014                           | Orenchi no Furo Jijō                                                                                 | Tatsumi                                     |                  |
| 2015                           | Kuroko no Basket 3                                                                                   | Ryō Sakurai                                 |                  |
| 2015                           | Daiya no Ace: Second Season                                                                          | Satoru Furuya                               |                  |
| 2015                           | Soukyuu no Fafner: Dead Aggressor - Exodus                                                           | Reo Mikado                                  |                  |
| 2015                           | Ore Monogatari!!                                                                                     | Makoto Sunakawa                             |                  |
| 2015                           | Mikagura Gakuen Kumikyoku                                                                            | Shigure Ninomiya                            |                  |
| 2015                           | Vampire Holmes                                                                                       | Hudson                                      |                  |
| 2015                           | Ima, Futari no Michi                                                                                 | Kunpei Satou                                |                  |
| 2015                           | World Trigger                                                                                        | Hyuse                                       |                  |
| 2015                           | Aquarion Logos                                                                                       | Akira Kaibuki                               |                  |
| 2015                           | Makura no Danshi                                                                                     | Nao Sasayama                                |                  |
| 2016                           | Active Raid                                                                                          | Takeru Kuroki                               |                  |
| 2016                           | Hai to Gensou no Grimgar                                                                             | Manato                                      |                  |
| 2016                           | Handa-kun                                                                                            | Sei Handa                                   |                  |
| 2016                           | Haruchika                                                                                            | Maren Sei                                   |                  |
| 2016                           | Nijiiro Days                                                                                         | Keiichi Katakura                            |                  |
| 2016                           | Ansatsu Kyoshitsu                                                                                    | Shinigami                                   |                  |
| 2016                           | Saiki Kusuo no Psi-nan                                                                               | Shun Kaidō                                  |                  |
| 2016                           | Shōnen Maid                                                                                          | Madoka Taketori                             |                  |
| 2016                           | Servamp                                                                                              | Licht Jekylland Todoroki                    |                  |
| 2016                           | Kiznaiver                                                                                            | Tsuguhito Yuta                              |                  |
| 2016                           | Watashi ga Motete Dōsunda                                                                            | Asuma Mutsumi                               |                  |
| 2017                           | Kuzu no Honkai                                                                                       | Mugi Awaya                                  |                  |
| 2017                           | Star-Myu 2                                                                                           | Riku Ageha                                  |                  |
| 2017                           | Eromanga Sensei                                                                                      | Kunimitsu Shidō                             |                  |
| 2017                           | Kabukibu!                                                                                            | Hanamichi Niwa                              |                  |
| 2017                           | Black Clover                                                                                         | Yuno                                        |                  |
| 2017                           | Shōkoku no Altair                                                                                    | Kiliç Orhan                                 |                  |
| 2017                           | Kujira no Kora wa Sajō ni Utau                                                                       | Suō                                         |                  |
| 2018                           | Hakyuu: Hōshin Engi                                                                                  | Fugen Shinjin                               |                  |
| 2018                           | Sword Art Online: Alicization                                                                        | Eugeo                                       |                  |
| 2018                           | Free! - Dive to the Future                                                                           | Haruka Nanase                               |                  |
| 2018                           | Hakata Tonkotsu Ramens                                                                               | Feilang                                     |                  |
| 2018                           | Saiki Kusuo no Psi-nan 2                                                                             | Shun Kaidō                                  |                  |
| 2018                           | Baki                                                                                                 | Baki Hanma                                  |                  |
| 2019                           | Daiya no Ace Act II                                                                                  | Satoru Furuya                               |                  |
| 2019                           | Kanata no Astra                                                                                      | Charce Lacroix                              |                  |
| 2019                           | Fruits Basket                                                                                        | Yuki Sōma                                   |                  |
| 2019                           | Revisions                                                                                            | Chang Gai Steiner                           |                  |
| 2019                           | Star-Myu 3                                                                                           | Riku Ageha                                  |                  |
| 2019                           | Date A Live III                                                                                      | Shido Itsuka                                |                  |
| 2020                           | Haikyū!! To The Top                                                                                  | Rintarō Suna                                |                  |
| 2020                           | Fruits Basket Season 2                                                                               | Yuki Sōma                                   |                  |
| 2020                           | Fugō Keiji Balance: Unlimited                                                                        | Yuta Isezaki                                |                  |
| 2020                           | Jujutsu Kaisen                                                                                       | Mahito                                      |                  |
| 2021                           | Dr. Ramune Mysterious Disease Specialist                                                             | Takaharu Otomo                              |                  |
| 2021                           | Fruits Basket: The Final                                                                             | Yuki Sōma                                   |                  |
| 2021                           | One Piece                                                                                            | Shanks (Joven)                              |                  |
| 2021                           | Jaku-Chara Tomozaki-kun                                                                              | Takahiro Mizusawa                           |                  |
| 2021                           | Mashiro no Oto                                                                                       | Setsu Sawamura                              |                  |
| 2021                           | Visual Prison                                                                                        | Mist Flaive                                 |                  |
| 2021                           | World Trigger Season 2                                                                               | Hyuse                                       |                  |
| 2021                           | Baki Hanma                                                                                           | Baki Hanma                                  |                  |
| 2022                           | Blue Lock                                                                                            | Seishirō Nagi                               |                  |
| 2022                           | Deaimon                                                                                              | Nagomu Irino                                |                  |
| 2022                           | Heroine Tarumono!                                                                                    | Aizō Shibasaki                              |                  |
| 2022                           | Sasaki to Miyano                                                                                     | Akira Kagiura                               |                  |
| 2023                           | Tokyo Revengers: Tenjiku-hen                                                                         | Izana Kurokawa                              |                  |
| 2023                           | Jujutsu Kaisen Season 2                                                                              | Mahito                                      |                  |
| 2024                           | Loop 7-kaime no Akuyaku Reijō wa, Moto Tekikoku de Jiyū Kimama na Hanayome Seikatsu wo Mankitsu Suru | Arnold Hein                                 |                  |
| 2024                           | Urusei Yatsura (2022) Season 2                                                                       | Shingo                                      |                  |
| Películas                      | |                                             |                  |
| Año                            | Título                                                                                               | Papel                                       | Papel            |
| 2013                           | Aura: Maryūtintaōga Saigo no Tatakai                                                                 | Ichirō Sentóō                               | Ichirō Sentóō    |
| 2015                           | High Speed! - Free! Starting Days                                                                    | Haruka Nanase                               | Haruka Nanase    |
| 2017                           | Free! Take Your Marks                                                                                | Haruka Nanase                               | Haruka Nanase    |
| 2017                           | Kuroko no Basket: Last Game                                                                          | Ryō Sakurai                                 | Ryō Sakurai      |
| 2019                           | Free! Road to the World: The Dream                                                                   | Haruka Nanase                               | Haruka Nanase    |
| 2020                           | Omoi, Omoware, Furi, Furare                                                                          | Rio Yamamoto                                | Rio Yamamoto     |
| 2021                           | Free!: The Final Stroke - Part 1                                                                     | Haruka Nanase                               | Haruka Nanase    |
| 2021                           | Summer Ghost                                                                                         | Ryō Kobayashi                               | Ryō Kobayashi    |
| 2022                           | Free!: The Final Stroke - Part 2                                                                     | Haruka Nanase                               | Haruka Nanase    |
| Drama CD                       | |                                             |                  |
| Título                         | Título                                                                                               | Papel                                       | Papel            |
| Vanquish Brothers              | Vanquish Brothers                                                                                    | Nobunaga                                    | Nobunaga         |
| WRITERZ                        | WRITERZ                                                                                              | Ran Hirukawa                                | Ran Hirukawa     |
| Heart no Kakurega              | Heart no Kakurega                                                                                    | Kawakura Haruto                             | Kawakura Haruto  |
| Hana no Bakumatsu Koi Suru Cho | Hana no Bakumatsu Koi Suru Cho                                                                       | Soji Okita                                  | Soji Okita       |
| Kiss x Kiss Vol.24             | |                                             |                  |
| humANdroid Vol. 03 Type H      | |                                             |                  |
| Nijiiro Days                   | Nijiiro Days                                                                                         | Keiichi Katakura                            | Keiichi Katakura |
| Videojuegos                    | |                                             |                  |
| Año                            | Título                                                                                               | Papel                                       | Notas            |
| 2010                           | God Eater Burst                                                                                      | Federico Caruzo                             |                  |
| 2010                           | Hokuto Musou                                                                                         | Thouzer                                     | Joven            |
| 2013                           | Dynasty Warriors 8                                                                                   | Guan Xing                                   |                  |
| 2013                           | Geten no Hana                                                                                        | Mori Ranmaru                                |                  |
| 2013                           | Super Robot Wars UX                                                                                  | Sun Quan/Sonken Gundam                      |                  |
| 2014                           | Atelier Shallie: Alchemists of the Dusk Sea                                                          | Albert Perriend                             |                  |
| 2014                           | Shining Resonance                                                                                    | Yuuma Irvan                                 |                  |
| 2014                           | God Eater 2: Rage Burst                                                                              | Teruomi Makabe                              |                  |
| 2015                           | Mobius Final Fantasy                                                                                 | Wol                                         |                  |
| 2015                           | BlazBlue: Central Fiction                                                                            | Naoto Kurogane                              |                  |
| 2015                           | Closers                                                                                              | Haruto Kaguragi                             |                  |
| 2015                           | Fire Emblem Fates                                                                                    | Avatar masculino                            |                  |
| 2015                           | Xenoblade Chronicles X                                                                               | HB                                          |                  |
| 2016                           | Super Smash Bros. 4                                                                                  | Kamui Masculino/Corrin (Voz Japonesa) (DLC) |                  |
| 2016                           | Fate/Grand Order                                                                                     | Arjuna / Edmond Dantes                      |                  |
| 2016                           | Super Robot Wars OG: Moon Dwellers                                                                   | Touya Shiun                                 |                  |
| 2020                           | Disney: Twisted Wonderland                                                                           | Silver                                      |                  |
| 2021                           | Genshin Impact                                                                                       | Kaedehara Kazuha                            |                  |

## Música
- Interpretó el segundo ending Clear Blue Departure de Free!- Eternal Summer junto con Tatsuhisa Suzuki, Tsubasa Yonaga, Daisuke Hirakawa, Yoshimasa Hosoya, Mamoru Miyano, Kōki Miyata y  Kenichi Suzumura.
- Junto con sus compañeros de elenco interpretó el primer y último endings de Nijiiro Days Rainbow Days! y Hallelujah! Shinin' Days (ハレルヤ！Shinin‘Days), respectivamente. Además, cantó el cuarto ending Catch me if you can!.[2]
- Interpretó la canción "Romeo" de HoneyWorks, acompañado de Kōki Uchiyama, al igual que el opening del anime "Itsudatte Bokura no koi wa 10cm datta" titulado "Non Fantasy", perteneciente a HoneyWorks..
- Interpretó junto a Yūki Ono, Yoshitsugu Matsuoka y Keisuke Kōmoto el opening de Watashi ga Motete Dousunda 『Prince×Prince』.
- Interpretó la canción "Butterfly Effect" como parte de las canciones de personaje episodio 5 de Tokyo Revengers.